# Lamiaa Alzenan
Lamiaa Alzenan est une judokate égyptienne née le 23 février 1991.

## Palmarès
| Année | Compétition            | Lieu   | Résultat | Catégorie      |
| ----- | ---------------------- | ------ | -------- | -------------- |
| 2018  | Championnats d'Afrique | Tunis  | 2e       | Moins de 57 kg |
| 2019  | Championnats d'Afrique | Le Cap | 2e       | Moins de 57 kg |
| 2019  | Jeux africains         | Rabat  | 3e       | Moins de 57 kg |